# Rothorn (Agarn, Anniviers)
Pour les articles homonymes, voir Rothorn.
Le Rothorn est un sommet des Alpes valaisannes, en Suisse, situé entre les communes d'Anniviers et d'Agarn, dans le canton du Valais, qui culmine à 2 997 m d'altitude.
Situé au nord-est de la Bella Tola, il surplombe au sud-ouest le village de Saint-Luc et à l'ouest celui de Chandolin.